# しきしま (巡視船・初代)
「しきしま」（JCG Shikishima, PLH-31）は、海上保安庁のヘリコプター2機搭載型巡視船。PLH-31の記号・番号を付されている。船名は日本の古い国号である敷島に由来する。
建造当初は巡視船として世界最大であり、2015年時点においても中国海警局の「海警2901」と「海警3901」に次いで世界最大級であったが、老朽化により2024年4月15日付で解役された。

## 来歴
日本の原子力発電所で生じた使用済み核燃料は、イギリス・フランス両国の再処理工場でプルトニウムと放射性廃棄物に処理されたうえで保管されてきたが、行き場がないために備蓄量は増加の一途をたどっていた。このことから、これを用いたMOX燃料によるプルサーマル発電が試みられることになり、プルトニウムを日本に輸送する必要が生じた。まずイギリスからのプルトニウムが日本に輸送されることになり、1970年代後半から1980年代初めにかけて4回にわたる海上輸送が行われたが、この際にはイギリス船籍の貨物船が利用され、輸送船舶に武装した護衛要員が同乗していた。続いてフランスからの輸送が行われることになり、まず1986年に晴新丸による海上輸送が行われた。このときには、警備救難部に所属する海上保安官4名が64式7.62mm小銃などの火器を携行して警乗護衛を行ったほか、輸出国であるフランス海軍のフリゲートが日本近海まで交代で護衛し、アメリカ海軍の艦船も護衛にあたっていた。
その後、1990年代初頭には、フランスからの2回目の輸送が計画されたが、1988年の日米原子力協定改訂を受けて核ジャックなどに対する体制強化が求められた。この輸送の際の護衛を海上保安庁と海上自衛隊のどちらが行うかが政府内で議論となったが、内閣外政審議室のジャッジにより海上保安庁が実施することになった。しかし、出発地であるフランスのシェルブールから東海港に至る航路は2万海里を超えるうえに、安全確保や航路周辺諸国の感情配慮の観点から途中燃料補給などは行わない予定であったことから、当時海保最大の巡視船であったみずほ型巡視船ですらその任に堪えないことは明らかであった。このことから長大な航続距離と強力な監視警戒能力を備えた巡視船として、平成元年度補正計画で建造されたのが「しきしま」であった。

## 設計
船型は既存のPLH(旧「みずほ」型、「そうや」「つがる」型)と同様、全通甲板を備えた長船首楼型とされている。内部構造は軍艦に準じて抗堪性に優れたものといわれており、船橋構造物は両舷に通路を配し、中央部の区画も横方向の通路で細かく区分している。また船橋周りの防弾にはかなり留意されており、窓の内側にはポリカーボネート製の防弾ガラスを用意、外壁にも防弾板用の金具が取り付けられている。弾片防御のみとされている同世代の軍艦よりもむしろ強固である可能性も指摘されている。なお上記の経緯より核テロリズムを警戒して本型の設計の細部は非公開とされており、乗員の名前も船長ら数名の主要乗組員を除いては海上保安庁職員名簿にも掲載されず、人事異動のリストにも掲載されない。
主機関はディーゼルエンジン4基、合計出力3～4万馬力と推測されている。アメリカ海軍協会（USNI）では、既存のPLHで採用されてきたSEMT ピルスティクPC2シリーズのV型16気筒モデルであるIHI-SEMT 16PC2-5 V400を搭載しているものと推測している。推進器はハイスキュード・タイプの可変ピッチ・プロペラ、またバウスラスターも2基備えられている。なお減揺装置として、フィンスタビライザー2組を備えている。

## 装備

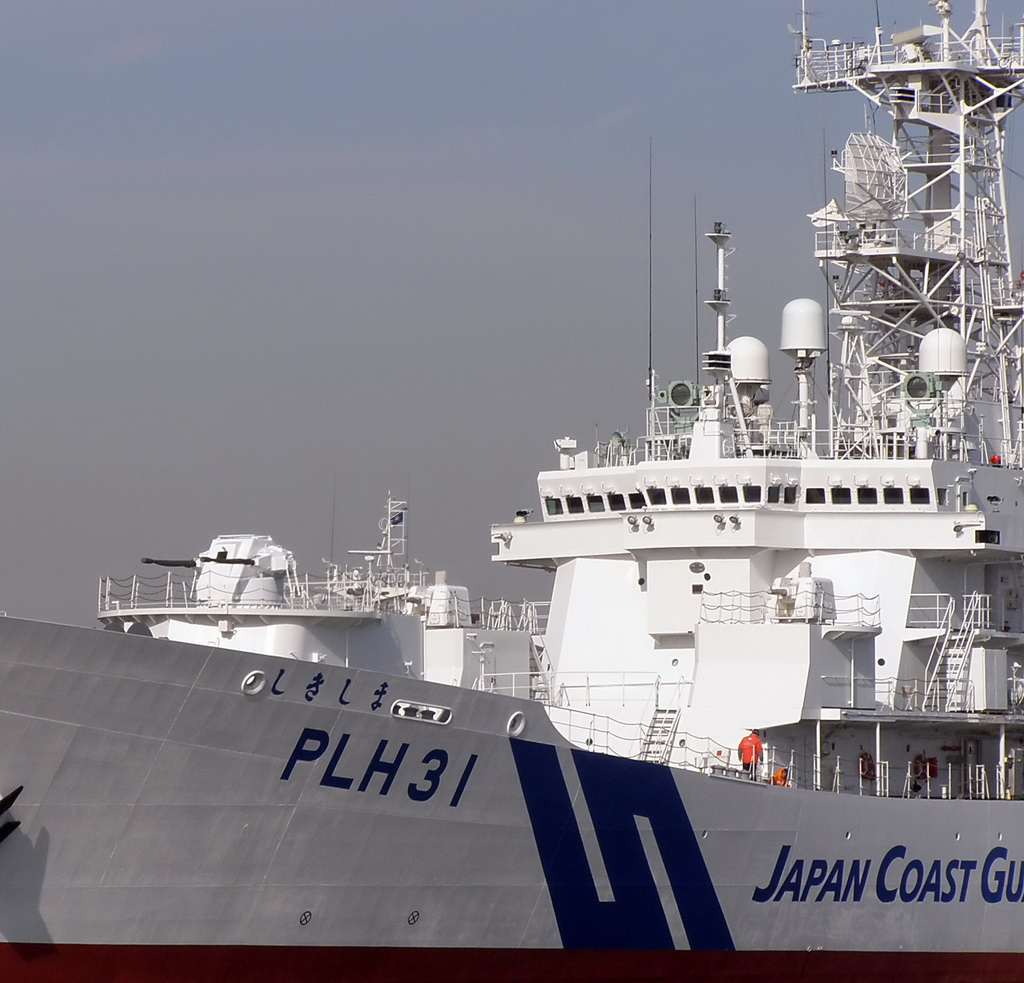
「しきしま」船首側の35mm連装機銃と20mm多銃身機銃。

主兵装として、90口径35mm機銃の連装マウントを船首甲板上の甲板室と後部格納庫上に1基ずつ搭載した。機銃そのものは、昭和53年度補正計画より装備化されたものであったが、従来は機側操作の単装マウントであったのに対し、本型では連装化して火力を増すとともに、光学射撃指揮装置（FCS）による遠隔操作が基本となった。ただし万一に備えて、機側操作機能と射手席も残されている。また船橋直前の両舷には、20mm多銃身機銃も搭載された。これもやはり従来は機側操作であったもの（JM61-M）をもとに光学射撃指揮装置（RFS）と連動して遠隔操作される箱型の単装砲塔に組み込んだものであり、JM61-RFSと称される。これらは当時の巡視船としては強力な兵装であったが、これでも軍艦に比べて武装が軽すぎるという批判があった。またこのほか、格納庫の両舷に放水銃を装備していた。(この放水銃は対ヘリ甲板上用で自船用に装備されているものである)
なお本船では、巡視船では唯一の対空捜索用レーダーとして「対空監視装置」を備えているが、これは海上自衛隊のOPS-14あるいはその改良型とみられている。

### 搭載艇・搭載機
全天候型の救命艇と警備艇を各2隻搭載した。この警備艇のうち、右舷側の「PLH31-M3」はプロペラ推進艇、左舷側の「PLH31-M4」は浅海域での使用を考慮したウォータージェット推進艇であり、甲板室の形状も異なっていた。また格納庫上の前端には複合艇が搭載され、揚降用のクレーンが装備された。
本船の最大の特徴が、8トン級と大型のAS.332ヘリコプターを2機搭載・運用できるという強力な航空運用能力である。これは巡視船「そうや」の初期設計案、続いてみずほ型巡視船の初期計画で検討されたもののいずれも断念されたものであった。

#### 搭載機の変遷
| 機種     | 機番  | 愛称        | 配属期間                     | 備考          |
| -------- | ----- | ----------- | ---------------------------- | ------------- |
| AS.332L1 | MH685 | わかたか    | 1992年4月8日－2011年         |               |
| AS.332L1 | MH686 | うみたか    | 1992年4月8日－2012年3月21日  |               |
| AS.332L1 | MH686 | うみたか1号 | 2012年3月21日－2018年3月25日 |               |
| AS.332L1 | MH805 | うみたか1号 | 2018年3月25日－              | 旧わかわし1号 |
| AS.332L1 | MH806 | うみたか2号 | 2012年3月21日－              | 旧わかわし2号 |

## 船歴
1992年4月8日に竣工し、横浜海上保安部（第三管区）に配属された。
竣工直後の11月には、フランスのシェルブールから日本の東海港までプルトニウムを輸送する「あかつき丸」の護衛にあたった。なお、この護衛任務の際、シェルブール出港直後に環境運動家の抗議船に体当たりされて軽微な損傷を受けたが、任務遂行に支障はなかった。
上記のように、本船はもともとこの護衛任務のために建造されたものであったが、第2回目以降の輸送は行われなかったため、以後は他のヘリ巡と同様の業務に従事することになった。また特に長大な航続距離を活かして、広域哨戒や東南アジア諸国への派遣、尖閣警備などに活用された。就役以来、25年以上に渡って横浜を母港としていたが、2018年3月25日に鹿児島海上保安部（第十管区）に配属替えとなった。
海上保安庁最大の巡視船ではあるが、就役以来観閲式においては観閲船を務めることはなく（一般に船内部を公開していないことに起因する。）、受閲船第一小隊の一番船が定位置になっていた。
2003（平成15）年９月12日～14日、オーストラリア沖で実施された海上阻止訓練「Pacific Protector '03」には、海上保安庁から巡視船しきしまや特殊部隊等が参加し、PSI参加国のオブザーバーや多数の報道関係者が見守る中、アメリカ合衆国・オーストラリア・フランスの関係勢力と連携して、容疑船に対する強制的な停船措置、船内捜索等を実施し、訓練の中核的役割を担った。
2004（平成16）年10月25～27日、我が国主催により相模湾沖合及び横須賀港内にて、東アジアでは初めての海上阻止訓練「チーム・サムライ04（Team Samurai 04）」を行いました。
2005（平成17）年8月15日から19日までの間、シンガポールで開催されたPSI海上阻止訓練に参加するため巡視船「しきしま」を派遣。
2006（平成18）年11月には，海上保安庁長官がムンバイを訪れ，巡視船しきしまとICGとの合同訓練が実施。
2007（平成19）年12月5日VLCCで海賊・海上テロ対策訓練を実施
2008(平成20)年11月17日当社は海上保安庁をはじめとする関係団体・会社と合同で、南シナ海を航行中の訓練船「SPIRIT OF MOL」にて「海賊対策官民連携訓練」を実施。。
2008(平成20）年12月1日（月）～5日（金）海上保安庁巡視船「しきしま」ジャカルタ寄港。
2010(平成22）年9月13日～18日の間、アジア各国との海賊対策に関する相互連携協力推進の一環として、巡視船「しきしま」をタイ王国へ派遣した。
2011(平成23）年東日本大震災対応
2012（平成24）年東京湾羽田沖にて日印海上保安機関連携訓練
2013(平成25）年1月27日～2月26日シンガポール及びインドネシアにて同国海上保安機関との連携訓練等を実施
2013（平成25）年9月9日～29日東南アジアへの巡視船しきしまの派遣について マレーシアにて同国海上保安機関との連携訓練等を実施
2016（平成28）年5月26日～27日に第42回先進国首脳会議（ 42nd G7 summit）、G7伊勢志摩サミットの際に会場近辺海上での警戒にあたる船影が他の巡視船艇と共に目撃されている。
2019(令和元）年8月に開催された東京オリンピックの警戒にあたる船影が東京湾で目撃されている。
2021（令和３）年8月25日 に「不審船対処に係る海上自衛隊の技量の向上及び海上保安庁との共同対処能力の強化」実施についての広報が「海上幕僚監部不審船対処に係る海上保安庁との共同訓練について」のとの表題で海上自衛隊海上幕僚長から発表されている。
2023（令和5）年5月19日～21日に開催された第49回先進国首脳会議（49th G7 summit)G7広島サミットの際に会場近辺海上での警戒にあたる船影が他の巡視船艇と共に目撃されている。
2024（令和6）年に発生した能登半島地震に際し、舞鶴港にて支援物資を搭載、被災地向け支援にあたるとの報道あり。
本船は当初延命・機能向上工事により延命する予定であったが、検査の結果予想以上に老朽化が進んでいることが判明し、令和3年度補正予算で代船（「れいめい」型４番船、PLH31しきしま）が建造されることとなった。代船の就役を待たずに2024年4月15日付で解役され、PLHとしては「みずほ」型巡視船の「ふそう」(PLH-21)に次いで2隻目の解役船となった。
解役式は非公開、解役式自体の写真も公表はされていないが、解役後の最期の姿については海上保安庁発行の「かいほジャーナル2024Vol.97」、P.14NEWS FLASHの一葉に掲載があるのが公式最後の掲載となっている（搭載機は母船解役後鹿児島航空基地で運用されている。）